# Una notte da matricole
Una notte da matricole (The D Train) è un film del 2015 diretto da Andrew Mogel e Jarrad Paul.

## Trama
Dan è marito di Stacey e padre di Zach, ma non è mai riuscito a diventare un uomo vero dopo la sua adolescenza. Volendo dimostrare a tutti di essere cambiato ed essendo diventato il presidente responsabile delle riunioni di classe annuali, deve ora organizzare il ventennale. Cercando di convincere il suo capo Bill Shurmur che si tratti di un viaggio d'affari, un giorno parte con lui da Pittsburgh per Los Angeles per recuperare un vecchio compagno di classe, Oliver Lawless, divenuto famoso grazie ad uno spot televisivo. Arrivato li, Dan cerca di convincerlo a tornare, senza riuscirci: lo aspetta però un'inaspettata e selvaggia notte.

## Incassi
Il film ha guadagnato negli Stati Uniti nel primo weekend 447.524 dollari.